# Mose Capsali
Mose Capsali, auch Mose Kapsali (geboren um 1420 auf Kreta, Republik Venedig; gestorben um 1495 in Istanbul, Osmanisches Reich) war Großrabbiner von Istanbul (Hahambaşı).
Mose Capsali studierte zuerst bei seinem Vater auf Kreta (damals venezianische Kolonie Candia) und führte seine Studien in Italien und Deutschland weiter. Ab etwa 1445 wirkte er als Rabbiner in Konstantinopel und wurde nach der Eroberung von Konstantinopel im Jahr 1453 in seinem Amt bestätigt. Capsali genoss sowohl als geistiger wie als kommunaler Führer großes Ansehen und wurde vom Sultan Mehmed II. zusammen mit dem Mufti (Schaich al-Islām) und den christlichen Patriarchen an den kaiserlichen Rat (Dīwān) berufen. Er blieb in seinem Amt bis zu seinem Tod im Jahr 1495. Sein Nachfolger als Großrabbiner war Elia Misrachi.
Capsali vertrat mit Nachdruck das rabbinische Judentum und wehrte eine Annäherung an das Karäertum ab.